# Jarrie
Jarrie là một xã thuộc tỉnh Isère trong vùng Rhône-Alpes đông nam nước Pháp. Xã này nằm ở khu vực có độ cao từ 259-733 mét trên mực nước biển. Theo điều tra dân số năm 1999 của INSEE có dân số là 4009 người.

## Thành phố kết nghĩa
- Macael, Tây Ban Nha (1989)